# Leonardo Trucco
Leonardo Trucco († 1587 in Noli) war ein italienischer römisch-katholischer Geistlicher.
Trucco wurde am 2. Juni 1572 zum Bischof von Noli ernannt. Die Bischofsweihe erhielt er am 24. August 1572 durch Benedetto Lomellini, Kardinaldiakon von Santa Sabina, in der Sixtinischen Kapelle. Mitkonsekratoren waren Antonio Elio, Titularpatriarch von Jerusalem, und Giovanni Ambrosio Fieschi, Bischof von Savona.
Sein Episkopat ist vor allem durch die Übertragung des Kathedraltitels von der außerhalb der Stadtmauern gelegenen Kirche San Paragorio auf die nähere und sicherere Kirche San Pietro bekannt. Im Jahr 1572 bat er Papst Gregor XIII. um die Erlaubnis, die Kirche San Pietro als Kathedrale zu errichten. Noch heute ist diese Konkathedrale der Diözese Savona-Noli.